# NBA Eastern Conference Finals MVP
L'NBA Eastern Conference Finals MVP è il premio conferito dalla NBA al miglior giocatore delle finali di NBA Eastern Conference.
Il premio, introdotto dalla stagione 2021-2022, è dedicato al cestista Larry Bird, eletto nel 1998 nella Naismith Memorial Basketball Hall of Fame.
Esiste il corrispondente NBA Western Conference Finals MVP a sua volta dedicato al cestista Magic Johnson, storico rivale di Larry Bird. I due, infatti, si sono sfidati tre volte nelle NBA Finals.
Il primo giocatore a vincere il premio è stato Jayson Tatum.

## Vincitori
| Stagione  | Nazionalità | Giocatore     | Squadra        |
| --------- | ----------- | ------------- | -------------- |
| 2021-2022 | Stati Uniti | Jayson Tatum  | Boston Celtics |
| 2022-2023 | Stati Uniti | Jimmy Butler  | Miami Heat     |
| 2023-2024 | Stati Uniti | Jaylen Brown  | Boston Celtics |
| 2024-2025 | Camerun     | Pascal Siakam | Indiana Pacers |